# Pilinopyga ornatipennis
Pilinopyga ornatipennis är en skalbaggsart som beskrevs av Hope 1847. Pilinopyga ornatipennis ingår i släktet Pilinopyga och familjen Cetoniidae. Inga underarter finns listade i Catalogue of Life.